# Marek Derwich
Marek Derwich (ur. 3 lipca 1956 w Legnicy) – profesor historii średniowiecznej i wykładowca Uniwersytetu Wrocławskiego, uczeń profesora Wacława Korty.

## Życiorys
Jest absolwentem  I Liceum Ogólnokształcącego w Legnicy. Laureat I Olimpiady Historycznej (II lokata). W latach 1975–1979 studiował w Instytucie Historycznym Wydziału Filozoficzno-Historycznego Uniwersytetu Wrocławskiego, na kierunku historia nauczycielska. Studia ukończył z wyróżnieniem. W 1989 również pod patronatem profesora Korty obronił pracę doktorską, a w 1998 r. uzyskał stopień doktora habilitowanego. W roku 2001 otrzymał tytuł naukowy profesora, a w 2005 profesora zwyczajnego. Jest też profesorem invité: Katholieke Universiteit Leuven; Université Panthéon-Sorbonne; École des Hautes Études en Sciences Sociales (Paryż); École Pratique des Hautes Études (Paryż); Maison des Sciences de l’Homme (Paryż); Centro per gli Studi Storici Italo-Germanici w Trydencie.
Stypendysta, m.in.: Commission pour Coopération dans les Sciences et Technologie avec Centrale et Orientale Communauté Economique Européenne; Fundacji Lanckorońskich; Max-Planck-Institut für Geschichte w Getyndze; Rządu Francuskiego.
Współpracuje z redakcjami czasopism: "Bulletin d’histoire bénédictine", "Mediaevistik", "Revue d’histoire ecclésiastique".